# Clortalidona
A clortalidona é um medicamento diurético usado para tratar a pressão alta, inchaço, inclusive devido a insuficiência cardíaca, insuficiência hepática e síndrome nefrótica, diabetes insipidus e acidose tubular renal. Na pressão alta, é um tratamento inicial preferido. Também é usado para prevenir cálculos renais à base de cálcio. É tomado por via oral. Os efeitos geralmente começam em três horas e duram até três dias.
Os efeitos colaterais comuns incluem baixo teor de potássio no sangue, baixo nível de sódio no sangue, alto nível de açúcar no sangue, tontura e disfunção erétil. Outros efeitos colaterais podem incluir gota, baixo nível de magnésio no sangue, alto nível de cálcio no sangue, reações alérgicas e pressão arterial baixa. Algumas revisões descobriram que a clortalidona tem um risco maior de efeitos colaterais do que a hidroclorotiazida, enquanto outras revisões encontraram um risco semelhante. Embora possa ser usado na gravidez, é uma opção menos preferida. É especificamente um diurético semelhante a tiazida. Como funciona não é completamente claro, mas acredita-se que envolva o aumento da quantidade de sódio e água perdida pelos rins.
A clortalidona foi patenteada em 1957 e entrou em uso médico em 1960. Está disponível como medicamento genérico. Nos Estados Unidos, o custo de atacado é de cerca de 13,50 dólares por mês. Em 2017, foi o 173.º medicamento mais prescrito nos Estados Unidos, com mais de três milhões de prescrições.

## Uso médico

### Pressão alta
A clortalidona é considerada um medicamento de primeira linha para o tratamento da pressão alta. Alguns recomendam clortalidona em vez de hidroclorotiazida. Isso se baseia em alguns estudos que descobriram que a clortalidona é mais eficaz para diminuir a pressão sanguínea com toxicidade semelhante. Alguns estudos; no entanto, descobriram que a clortalidona tem maior toxicidade.
Testes de clortalidona para pressão alta descobriram que doses mais baixas de clortalidona (por exemplo, 12,5 mg por dia no estudo ALLHAT) tiveram efeito máximo de abaixamento da pressão arterial e doses mais altas não o abaixaram mais. A clortalidona, como outras tiazidas, parece eficaz em pessoas com doença renal.
A clortalidona e outros diuréticos tiazídicos são eficazes para reduzir a pressão alta em pessoas com doença renal crônica, embora o risco de efeitos adversos seja maior nessas pessoas.

### Inchaço
A clortalidona pode melhorar o edema (inchaço) aumentando a excreção urinária de sal e água, diminuindo a pressão hidrostática intravascular e, assim, diminuindo a pressão transcapilar (consulte a Equação de Starling). O edema pode ser causado pelo aumento da pressão hidrostática ou redução da pressão oncótica nos vasos sanguíneos. O edema devido ao aumento da pressão hidrostática pode ser resultado de doença cardiopulmonar grave (que reduz a perfusão glomerular no rim) ou lesão ou doença renal (que pode reduzir a excreção glomerular de sal e água pelo rim) ou devido a condições relativamente benignas, como retenção de líquidos relacionada à menstrual ou como um efeito adverso dos bloqueadores dos canais de cálcio dihidropiridínicos, que geralmente causam inchaço nos pés e pernas. O edema devido à diminuição da pressão oncótica pode ser resultado do vazamento de proteínas do sangue através dos glomérulos de um rim lesionado ou resultado da diminuição da síntese de proteínas do sangue pelo fígado. Independentemente da causa, a clortalidona às vezes pode melhorar a gravidade do edema, reduzindo o volume intravascular e, assim, a pressão hidrostática intravascular.

### Hipertrofia ventricular esquerda
A clortalidona é usada no tratamento da hipertrofia ventricular esquerda no coração; funciona principalmente diminuindo a pressão sanguínea e, assim, reduzindo a resistência vascular sistêmica. Há evidências de que a clortalidona é superior à hidroclorotiazida por reduzir a massa do ventrículo esquerdo do coração em pessoas com aumento do ventrículo esquerdo do coração. A clortalidona é superior aos inibidores da enzima de conversão da angiotensina ou aos bloqueadores dos receptores da angiotensina II para induzir regressão do aumento do ventrículo esquerdo, que é a principal câmara de bombeamento do coração.

### Prevenção de fraturas ósseas
A clortalidona diminui a perda óssea mineral, promovendo a retenção de cálcio pelos rins e estimulando diretamente a diferenciação dos osteoblastos e a formação de minerais ósseos. Uma revisão da Cochrane encontrou evidências preliminares de que a exposição à tiazida estava associada a um risco reduzido de fratura de quadril. Uma análise secundária dos dados do estudo ALLHAT descobriu que a clortalidona reduziu o risco de fratura de quadril e pelve.

### Prevenção de cálculos renais
A clortalidona reduz a quantidade de cálcio excretado na urina, reduzindo o risco de cálculos renais de oxalato de cálcio. Em pessoas que tiveram vários episódios de cálculos renais de oxalato de cálcio, a clortalidona reduz o risco de ter outro episódio de cálculos renais. A clortalidona é mais eficaz que a hidroclorotiazida na redução dos níveis de cálcio na urina e, portanto, provavelmente é mais eficaz.

### Doença de Ménière
Clortalidona reduz o volume e, assim, reduz a pressão nas câmaras do ouvido interno; acredita-se que a pressão elevada de endolinfa no ouvido interno seja a causa da doença de Ménière ou 'hidropisia endolinfática'. A síntese de evidências de vários estudos pequenos e de baixa qualidade indica que a clortalidona ou outros diuréticos tiazídicos são eficazes para a doença de Ménière.

### Diabetes insípido
A clortalidona (ou outro medicamento tiazídico) é um componente-chave do tratamento do diabetes insipidus nefrogênico. O diabetes insipidus nefrogênico ocorre quando o rim é incapaz de produzir urina concentrada porque tem uma resposta inadequada à remoção da água livre dependente de vasopressina do filtrado tubular renal. Ao bloquear a reabsorção do íon sódio no túbulo contorcido distal, a clortalidona induz um aumento na excreção do íon sódio na urina (natriurese). Administrar clortalidona enquanto restringe simultaneamente a ingestão alimentar de sódio causa hipovolemia leve (baixo volume intravascular), que induz a reabsorção isotônica de soluto do túbulo renal proximal, reduzindo a entrega de soluto no túbulo coletor renal e no ducto coletor medular renal. Esse fornecimento reduzido de soluto ao túbulo coletor e ao ducto coletor medular permite aumento da reabsorção de água e maior concentração de urina, o que leva à reversão do diabetes insipidus nefrogênico por um meio independente da vasopressina.

## Efeitos adversos
Algumas revisões encontraram um risco semelhante ao da hidroclorotiazida, enquanto outras revisaram um risco maior de efeitos colaterais.
1. Hipocalemia (baixo nível de potássio no sangue) ocorre ocasionalmente; o risco de hipocalemia é maior em pessoas com deficiência de magnésio
2. Hipomagnesemia (baixo nível de magnésio no sangue): uma revisão de quatro ensaios clínicos descobriu que ocorreu baixo nível de magnésio no sangue em 20% das pessoas dentro de algumas semanas após o início do tratamento com 50 mg de clortalidona diariamente. O risco de hipomagnesemia associada à clortalidona é maior em pessoas com diabetes mellitus que apresentam baixa ingestão de magnésio na dieta.
3. Ocorreu hiponatremia (baixo nível de sódio no sangue) em 4,1% dos indivíduos randomizados para clortalidona na hipertensão sistólica no estudo para idosos, em comparação com 1,3% dos indivíduos controle. [33] O risco de hiponatremia varia de 5 por 100.000 pessoas/ano para pessoas com menos de 40 anos de idade a 730 por 100.000 pessoas / ano em pessoas com mais de 80 anos de idade. [34] [35] A hiponatremia é mais provável em pessoas com certas variantes genéticas do transportador de prostaglandinas SLCO2A1 associadas a PGE2 urinário elevado e níveis plasmáticos de ADH inapropriadamente baixos no cenário de baixa osmolaridade plasmática. [36] A hiponatremia associada à tiazida geralmente é mais grave que a hiponatremia associada ao diurético de alça, porque a ação predominante das tiazidas ocorre no final do fluxo tubular, reduzindo a oportunidade de aplicar ações corretivas adicionais ao longo do túbulo.
4. A hipercalcemia (nível alto de cálcio no sangue) pode ocorrer em pessoas normais expostas à clortalidona, mas é mais provável que ocorra quando pessoas com hiperparatireoidismo subclínico são expostas à clortalidona.
5. Hiperuricemia, altos níveis de ácido úrico no sangue
6. Hiperglicemia, alto nível de açúcar no sangue é mais comum em pessoas com deficiência de magnésio
7. Hiperlipidemia, colesterol alto e triglicerídeos
8. Dor de cabeça
9. Náusea / vômito
10. A fotossensibilidade aumentou a suscetibilidade a queimaduras solares na pele com exposição ao sol
11. Descolamento por fotoonólise de unhas do leito ungueal com exposição ao sol
12. Ganho de peso
13. Gota; aproximadamente dobra o risco
14. Pancreatite, A frequência e gravidade desses efeitos adversos são muito reduzidas quando a clortalidona é usada em doses mais baixas (por exemplo, 12,5 mg por dia).

## Mecanismo de ação
A clortalidona reduz a reabsorção de sódio e cloreto principalmente por meio da inibição do simulador Na + / Cl− na membrana apical das células tubulares distais convolutas distais no rim. Embora a clortalidona seja frequentemente referida como diurético "semelhante a tiazida", é diferente dos diuréticos tiazídicos, pois, além de inibir o simulador de Na + / Cl−, também inibe fortemente várias isoformas de anidrase carbônica. Parte do efeito diurético da clortalidona também se deve a essa inibição da anidrase carbônica no túbulo proximal. A exposição crônica à clortalidona diminui a taxa de filtração glomerular. O efeito diurético da clortalidona é diminuído em pessoas com insuficiência renal. Ao aumentar a entrega de sódio ao túbulo renal distal, a clortalidona aumenta indiretamente a excreção de potássio por meio do mecanismo de troca de sódio e potássio (ou seja, canais ROMK / Na apicais acoplados às ATPases Na + / K basolaterais). Isso pode resultar em uma baixa concentração sanguínea de potássio e cloreto, além de uma alcalose metabólica leve; no entanto, o efeito diurético da clortalidona não é afetado pelo equilíbrio ácido-base da pessoa que está sendo tratada.
Há incerteza sobre o mecanismo do efeito de redução da pressão arterial que ocorre durante a exposição crônica à clortalidona. Inicialmente, os diuréticos diminuem a pressão sanguínea, diminuindo o débito cardíaco e reduzindo o volume de plasma e fluido extracelular. Eventualmente, o débito cardíaco volta ao normal e o volume de plasma e fluido extracelular volta a um pouco menos do que o normal, mas uma redução na resistência vascular periférica é mantida, resultando em uma pressão arterial global mais baixa. A redução no volume intravascular induz uma elevação da atividade da renina plasmática e secreção de aldosterona, contribuindo ainda mais para a perda de potássio associada à terapia diurética com tiazida.

## Farmacocinética
A clortalidona é lentamente absorvida pelo trato gastrointestinal após ingestão oral. Tem uma meia-vida longa e, portanto, uma ação diurética prolongada, que resulta em efeitos diuréticos continuados, apesar de uma dose ignorada. Esta ação prolongada da clortalidona, apesar das doses em falta, pode ser responsável pela maior eficácia da clortalidona em comparação com o medicamento de meia-vida mais curto, a hidroclorotiazida. A clortalidona é eliminada do corpo principalmente pelo rim, como medicamento inalterado. Assim, em pessoas com função renal diminuída, a depuração da clortalidona é reduzida e a meia-vida de eliminação é aumentada.
Como com outros diuréticos tiazídicos, a clortalidona atravessa a placenta e é excretada no leite materno. A clortalidona pode suprimir a lactação e foi usada para essa indicação. Devido à sua meia-vida longa, a clortalidona pode se acumular em recém-nascidos através do leite materno, apesar de receber apenas cerca de 6% da dose ajustada ao peso materna.

## Química
A clortalidona pertence à classe sulfamoilbenzamida. Como não possui a estrutura benzotiadiazina dos diuréticos do tipo tiazida, é chamado de diurético do tipo tiazida. A clorortalidona é livremente solúvel em dimetilacetamida (DMA), dimetilformamida (DMF), dimetilsulfóxido (DMSO) e metanol; também é solúvel em etanol quente.
Clortalidona é o nome oficial do medicamento de acordo com o (INN/BAN), que é o sistema de nomes de medicamentos coordenado pela Organização Mundial da Saúde. Clortalidona é o nome oficial do medicamento de acordo com o (USAN), que é o sistema de nomeação de medicamentos coordenado pelo Conselho da USAN, co-patrocinado pela American Medical Association (AMA), a Convenção Farmacopeia dos Estados Unidos (USP), e a American Pharmacists Association (APhA).

## Sociedade e cultura
A clortalidona é proibida em alguns esportes (incluindo críquete) porque é um diurético e pode ser usada para reduzir o peso corporal ou para mascarar o uso concomitante de drogas que melhoram o desempenho. Esportes como luta livre ou boxe categorizam os atletas de acordo com o peso corporal; tomar um diurético como a clortalidona pode diminuir o peso corporal e, assim, permitir que um atleta concorra em uma classe de peso mais leve, o que proporcionaria uma vantagem. Diuréticos como a clortalidona também reduzem a concentração na urina de medicamentos para melhorar o desempenho tomados concomitantemente ou de seus metabólitos, dificultando a detecção desses medicamentos usando o teste de urina.